# Wey VV5
Wey VV5 — компактный кроссовер, выпускавшийся с 2017 по 2021 год подразделением Wey компании Great Wall Motor.

## Описание
Wey VV5, ранее известный как 02 на этапе разработки, базировался на той же платформе, что и Wey VV7 и Haval H6 второго поколения. Впервые автомобиль был представлен в апреле 2017 года на Шанхайском автосалоне, а в сентябре 2017 года автомобиль был представлен на выставке IAA во Франкфурте-на-Майне.

## Технические характеристики
Wey VV5 оснащался 1,5-литровым рядным четырёхцилиндровым турбодвигателем мощностью 171 л. с. или 2,0-литровым рядным четырёхцилиндровым турбодвигателем мощностью 227 л. с., каждый из которых сочетался в паре с семиступенчатой трансмиссией с двумя сцеплениями.

## Галерея

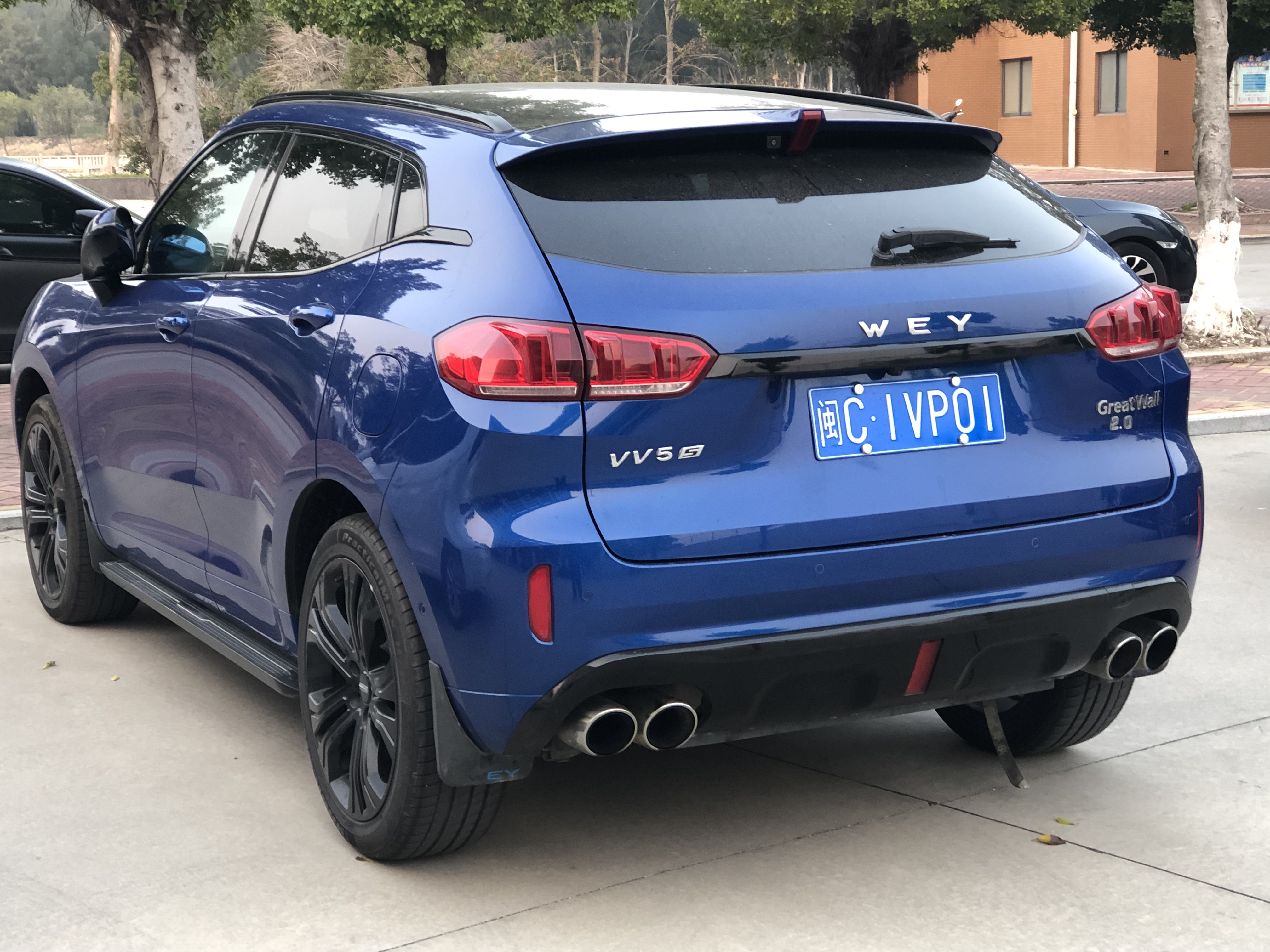
Вид сзади
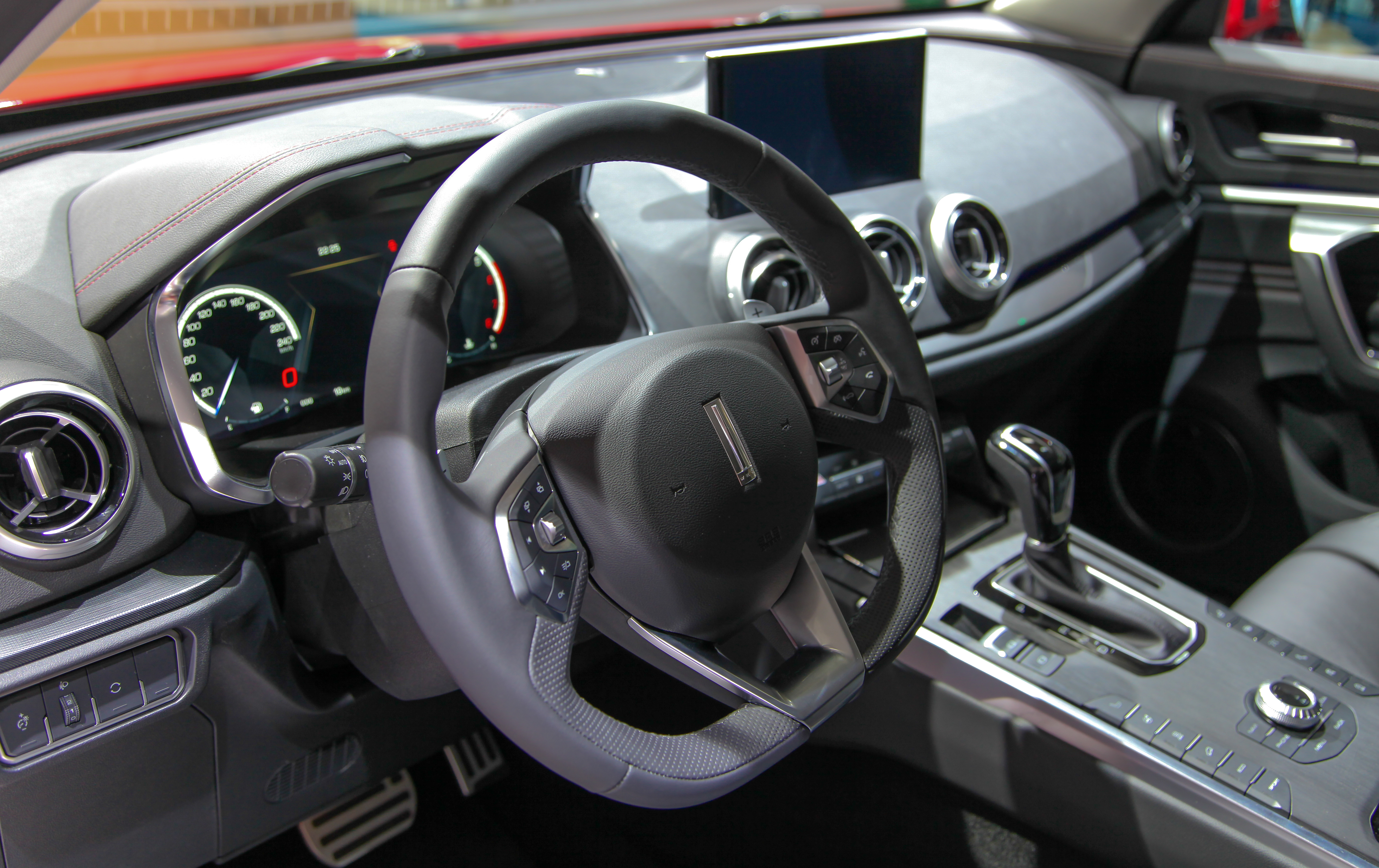
Интерьер